# Історія лайливих слів
«Історія лайливих слів» (англ. History of Swear Words) — американський документальний серіал з Ніколасом Кейджем в якості ведучого. Серіал вийшов 5 січня 2021 року на Netflix.

## Синопсис
Ведучий Ніколас Кейдж досліджує історію лайливих слів через інтерв'ю з експертами з етимології, популярної культури, історії та розваг, а кожна серія занурюється у походження, вживання та культурний вплив конкретних лайливих слів: fuck, shit, bitch, dick, pussy та damn.

## Актори
- Ніколас Кейдж — ведучий
- Джесс Гарнелл[en] — дід

### Запрошені зірки
- Сара Сільверман
- Нік Офферман
- Ніккі Глейзер
- Патті Гаррісон[en]
- Open Mike Eagle[en]
- Джоел Кім Бустер[en]
- ДеРей Девіс[en]
- Зайнаб Джонсон[en]
- Ісая Вітлок-молодший[en]
- Джим Джефріс

### Запрошені експерти
- Бенджамін К. Берген — професор когнітивних наук Університету Каліфорнії у Сан-Дієго
- Енн Чаріті Хадлі[en] — лінгвіст, професор афро-американської англійської мови Університету Каліфорнії у Санта-Барбарі
- Мірей Міллер-Янг[en] — професорка жіночих студій Університету Каліфорнії у Санта-Барбарі
- Елвіс Мітчелл[en] — кінокритик
- Корі Стампер[en] — лексограф, автор книги «Word by Word: The Secret Life of Dictionaries»

## Епізоди
| № серії | Назва серії | Оригінальна дата показу |
| ------- | ----------- | ----------------------- |
| 1       | «F**k»      | 5 січня 2021            |
| 2       | «Sh*t»      | 5 січня 2021            |
| 3       | «Bitch»     | 5 січня 2021            |
| 4       | «D**k»      | 5 січня 2021            |
| 5       | «Pu**y»     | 5 січня 2021            |
| 6       | «Damn»      | 5 січня 2021            |

## Виробництво
9 грудня 2020 року було оголошено, що Ніколас Кейдж стане ведучим шестисерійного серіалу про історію лайливих слів для Netflix.
Продюсерами виступили Белламі Блекстоун, Майк Фара, Джо Фаррелл і Бет Белев з Funny or Die, а також Брієн Мігер і Ретт Бахнер з Industrial Media's B17 Entertainment відповідно. Блекстоун також виступить у ролі шоураннераx.

## Відгуки
На сайті Rotten Tomatoes серіал має рейтинг схвалення 70% на основі 27 рецензій із середньою оцінкою 6,40/10. Консенсус критиків звучить так: «Стислість може бути душею дотепності, але якщо копнути трохи глибше, то «Історії лайливих слів» — шоу, яке майже відповідає своїй назві та ведучому, але трохи не дотягує до цього рівня». На Metacritic він має середньозважену оцінку 62 з 100 на основі 14 відгуків.